# Hyla hallowellii
Hyla hallowellii és una espècie de granota de la família dels hílids. És endèmica del Japó. Els seus hàbitats naturals inclouen boscos tropicals o subtropicals secs i a baixa altitud, zones d'arbustos, prades parcialment inundades, pantans, aiguamolls d'aigua dolça, corrents intermitents d'aigua, plantacions, zones prèviament boscoses ara molt degradades, estanys, terres d'irrigació, canals i dics.